# OpenOffice.org XML
No confundir con Office Open XML, un formato para documentos no relacionado.
OpenOffice.org XML fue un formato de archivo desarrollado a partir de los formatos de StarOffice. La suite ofimática OpenOffice.org en su versión 1 utilizó el formato de manera predeterminada.
Ambos programas, StarOffice (desde su versión 8) y OpenOffice.org (desde su versión 2) han migrado a OpenDocument como su formato de almacenamiento de documentos nativo. La especificación OpenDocument se basa en parte de OpenOffice.org XML.

## Formatos de archivo
El formato utiliza archivos XML para describir los documentos. Para minimizar su tamaño, los archivos están comprimidos en un contenedor y se les da una extensión o sufijo dependiendo del tipo de datos contenidos en él.
| Tipo de archivo    | Componente de OpenOffice.org/StarOffice | Extensión de archivo (plantilla) |
| ------------------ | --------------------------------------- | -------------------------------- |
| Texto              | Writer                                  | .sxw (.stw)                      |
| Hoja de cálculo    | Calc                                    | .sxc (.stc)                      |
| Dibujo             | Draw                                    | .sxd (.std)                      |
| Presentación       | Impress                                 | .sxi (.sti)                      |
| Fórmula matemática | Math                                    | .sxm                             |
| Documento maestro  | Writer                                  | .sxg                             |
| HTML               | Writer                                  | .html                            |